# 上舟入停留場
上舟入停留場（かみふないりていりゅうじょう）とは、かつて広島県広島市（現在の中区）に存在した広島電鉄江波線の路面電車停留場である。

## 歴史
上舟入停留場は1943年（昭和18年）12月、江波線の開業に合わせて開設された。しかし開業から1年も経たない翌年の6月に休止される。加えて1945年（昭和20年）8月6日には原爆投下により江波線自体も不通となった。路線はその後1947年（昭和22年）11月に復旧を果たしたが、当停留場は復活することなくこのとき廃止された。
- 1943年（昭和18年）12月26日 - 江波線が土橋 - 舟入本町間で開業したのと同時に開業[2]。
- 1944年（昭和19年）6月10日 - 休止[2]。戦時の節電のためだった。
- 1947年（昭和22年）11月1日 - 廃止[2]。

## 周辺
停留場は江波線の土橋 - 舟入仲町（1952年ごろ舟入町に改称）間に置かれていた。
当停留場廃止後、この区間には舟入百米道路停留場（ふないりひゃくメートルどうろていりゅうじょう）という停留場が開設されたことがある。この停留場は江波線と平和大通り（100m道路）の交差点あたり（土橋起点0.3 km地点）に置かれ、1955年（昭和30年）8月7日に開設、翌8日に廃止という臨時の停留場であった。

## 隣の停留場
広島電鉄
江波線
土橋停留場 - 上舟入停留場 - 舟入町停留場